# Менково (Голеньовський повіт)
Менково (пол. Miękowo, нім. Münchendorf) — село в Польщі, у гміні Ґоленюв Голеньовського повіту Західнопоморського воєводства.
Населення — 245 осіб (2011).
У 1975-1998 роках село належало до Щецинського воєводства.

## Демографія
Демографічна структура станом на 31 березня 2011 року:
|          | Загалом | Допрацездатний вік | Працездатний вік | Постпрацездатний вік |
| -------- | ------- | ------------------ | ---------------- | -------------------- |
| Чоловіки | 118     | 22                 | 84               | 12                   |
| Жінки    | 127     | 23                 | 81               | 23                   |
| Разом    | 245     | 45                 | 165              | 35                   |